# IC 1465
IC 1465 је двојна звијезда у сазвјежђу Пегаз која се налази на листи објеката дубоког неба у Индекс каталогу.
Деклинација објекта је + 16° 34' 57" а ректасцензија 23h 2m 53,5s.